# A Golden Crown
"A Golden Crown"  (em português:  "Uma Coroa Dourada") é o sexto episódio da série de fantasia medieval Game of Thrones, que foi ao ar em 22 de maio de 2011 pela HBO. O roteiro foi escrito por Jane Espenson, David Benioff e D. B. Weiss, a partir de uma história de Benioff e Weiss, e dirigido por Daniel Minahan.
O episódio mostra a deterioração do equilíbrio político nos Sete Reinos, com Eddard Stark tendo de lidar com as agressões dos Lannister enquanto o Rei Robert Baratheon vai caçar. No Ninho da Águia, Tyrion Lannister é colocado a julgamento, enquanto além do Mar Estreito, Viserys Targaryen está determinado a forçar Khal Drogo a pagar suas dívidas para receber sua coroa dourada.
Nas palavras de Jace Lacob, o episódio "gira em torno de mudanças tanto grandes como pequenas, sobre como as escalas podem cair de nossos olhos e nós podemos ver a verdade que estava parada em nossa frente por tanto tempo. Para Ned, é a realização de apenas por quê Jon Arryn morreu, do terrível segredo que ele recolheu do livro das linhagens reais, e o que isso pode significar para o trono... e para os Sete Reinos de Westeros. Para Dany, é a verdade brutal da real natureza de seu irmão, de sua insaciável sede por poder e a qualidade retorcida de seu desenfreado coração".

## Enredo

### Em Winterfell
Bran Stark (Isaac Hempstead-Wright) acordou de um de seus recorrentes sonhos com corvos com a agradável surpresa de que sua sela especial, que permitirá que ele cavalgue, está terminada. Ele vai testá-la na floresta sob a supervisão de seu irmão Robb (Richard Madden) e de Theon Greyjoy (Alfie Allen).
Enquanto Theon tenta convencer Robb a vingar o ataque dos Lannister a Eddard e chamar os vassalos para marchar para o Sul, um pequeno grupo de selvagens consegue capturar Bran. Robb e Theon conseguem matar todos os homens e capturam uma mulher, Osha (Natalia Tena). Apesar da ajuda de Theon, Robb briga com ele por ter colocado a vida de Bran em risco ao disparar uma flecha no homem que o estava segurando.

### No Vale de Arryn
Tyrion (Peter Dinklage) consegue fazer com que Lysa Arryn (Kate Dickie) chame a corte para ouvir sua confissão. Depois do Duende pedir publicamente por um Julgamento por Combate e do mercenário Bronn (Jerome Flynn) se voluntariar para defende-lo, ela é obrigada a aceitar. No combate, Bronn derrota Sor Vardis Egen (Brendan McCormack), o cavaleiro do Vale que estava defendendo os Arryn, e Tyrion recebe permissão para ir embora, deixando as irmãs Tully em aflição.

### Em Porto Real
Ned (Sean Bean) acorda em seus aposentos com Robert (Mark Addy) e Cersei (Lena Headey) o observando. Cersei acusa Ned de raptar seu irmão, Tyrion, e afirma que ele foi encontrado bêbado do lado de fora de um bordel ao meio dia. Robert bate em Cersei para silenciá-la, ao que ela responde "Usarei isso como um distintivo de honra". Depois de Cersei deixar o quarto, Robert diz a Ned que ele não pode governar os Sete Reinos se os Lannister e os Stark estão em guerra e insiste para que Ned permaneça como Mão do Rei, ou ele irá dar o cargo a Sor Jaime Lannister (Nikolaj Coster-Waldau). Ele também diz que Eddard será Rei em exercício enquanto ele sai para caçar.
Enquanto isso, Arya (Maisie Williams) lida com os ferimentos de seu pai e a perda de Jory Cassel durante suas aulas de esgrima, que Syrio Forel (Miltos Yorelemou) diz que é uma excelente oportunidade para aprender a não se distrair em uma luta. Na sala comum dos Stark, Sansa (Sophie Turner) e Septã Mordane (Susan Brown) são interrompidas pelo Princípe Joffrey (Jack Gleeson), que se desculpa a Sansa e lhe dá um colar de presente.
No cargo de Rei interino, Ned descobre que Sor Gregor "A Montanha" Clegane foi visto liderando bandidos e atacando vilarejos no Tridente. Percebendo que tais atos são em vingança da prisão de Tyrion, Eddard ordena a prisão de Gregor, que suas terras e títulos sejam reitrados e chama Lorde Tywin Lannister a Porto Real para responder pelas ações de seu servidor. Temendo uma guerra com os Lannister e a segurança de suas filhas, ele ordena que Arya e Sansa retornem a Winterfell. Porém quando os protestos de Sansa mencionam o cabelo loiro de Joffrey, Eddard percebe algo e relê o livro das linhagens procurando a família Baratheon. Ele nota que Joffrey não possui o cabelo preto característico de todos os Baratheon e conclui que o princípe não é filho verdadeiro de Robert.

### Além do Mar Estreito
Daenerys (Emilia Clarke) pega um de seus ovos de dragão e o coloca em uma fogueira. Ela toca no carvão e no ovo extremamente quente, porém sem nunca se queimar. Uma das suas servas corre para tirar o ovo de suas mãos, mas ela queima suas mãos no processo.
Em Vaes Dothrak, Daenerys começa um ritual com as Khaleen. Ela tem dificuldades em comer um coração de cavalo inteiro, porém completa a tarefa e se levanta para proclamar que seu filho será o Khal que unirá todo o mundo sob um estandarte, chamando-o de Rhaego, em homenagem ao seu irmão Rhaegar. Viserys (Harry Lloyd) fica bravo com a crescente popularidade dela entre os dothraki, porém Sor Jorah (Iain Glen) pede que ele tenha paciência. Viserys não a terá, e esgueira-se até a tenda dela para roubar seus ovos de dragão. Sor Jorah o confronta e avisa para ele deixar os ovos para trás. Viserys joga a bolsa dos ovos no chão e vai embora.
Mais tarde, em um banquete para Daenerys e Khal Drogo (Jason Momoa), Viserys cambaleia-se para dentro, aparentemente bêbado. Ele ameaça Sor Jorah com uma espada e depois aponta a espada para Dany, dizendo para que ela mande o Khal lhe entregar um exército para conquistar os Sete Reinos, ou ele irá levar Dany embora, deixando o bebê, após tirá-lo diretamente da barriga dela. Drogo concorda em dar a ele sua coroa dourada tão desejada. Dois dothraki agarram Viserys enquanto Drogo derrete seu cinturão de ouro. O Khal derrama o ouro derretido na cabeça do Príncipe exilado, matando-o. Toda a cena é assistida por Daenerys, ignorando o conselho de Sor Jorah para desviar o olhar enquanto Viserys implorava por sua vida. No final, ela conclui: "Ele não era nenhum dragão. Fogo não pode matar um dragão".

## Produção

### Roteiro
O roteiro de "A Golden Crown" foi escrito por Jane Espenson e os criadores da série, David Benioff e D. B. Weiss, a partir da história de Benioff e Weiss, baseada no livro de George R. R. Martin. O episódio inclui os capítulos 38 ao 41, 44 e 45 do livro (Bran V, Tyrion V, Eddard X, Catelyn VII, Eddard XI, Sansa III e Daenerys V). O capítulo 42 (Jon V), lidando com Jon tentando convencer Meistre Aemon a deixar Samwell entrar na Patrulha como intendente, foi removida da série.
Entre as cenas criadas especificamente para o episódio estão uma sessão de treino entre Arya e Syrio Forel, a tentativa de Viserys de roubar os ovos de dragão de Daenerys que é impedida por Sor Jorah, o pedido de desculpa de Joffrey a Sansa e a prostituta Ros deixando Winterfell.

### Seleção de elenco
O episódio introduz a personagem recorrente Osha, uma selvagem do norte. O autor dos livros, George R. R. Martin, admitiu que essa foi a escolha que mais se diferenciou da ideia original que ele teve para a personagem. Como ele explica, ele ficou surpreso ao ver que Natalia Tena estava sendo considerada para o papel, já que Osha foi concebida como uma mulher velha e resistente e a atriz era "muito jovem e muito sensual". Entretanto, quando Martin viu as fitas dos testes, ele se convenceu com a nova abordagem: "ela foi sensacional, e eu disse, 'Tem que ser ela'".

## Recepção

### Audiência
Pela primeira vez desde a estreia da série, a audiência caiu em relação a semana anterior. A primeira exibição de "A Golden Crown" atraiu 2,4 milhões de espectadores, comparados aos 2,6 milhões do episódio anterior. Com sua primeira reprise que foi ao ar na mesma noite, a diferença decaiu, elevando o total para 3,2 milhões de espectadores, 100 mil espectadores a menos que os 3,3 milhões da semana anterior.

### Crítica
"A Golden Crown" recebeu críticas muito positivas. Todd VanDerWerff, da A.V. Club deu uma nota A-, Maureen Ryan da TV Squad deu 70/100 e Matt Fowler, da IGN, deu uma nota 9/10 (extraordinário). Alan Sepinwall, da HitFix, intitulou sua resenha "As regras são abaladas em um episódio incrível". Tanto Elio Garcia, do Westeros.org, como Jace Lacob, da Televisionary, o consideraram o melhor episódio da temporada até o momento.
As cenas dos dothraki que culminaram na "coroação" de Viserys Targaryen foram aclamadas pelos críticos. James Poniewozik, escrevendo para a revista TIME, destacou a atuação de um "auto-reconhecimento tocante por Harry Lloyd, que fez uma trabalho extraordinário humanizando o vilão", Maureen Ryan parabenizou o ator por seu "exelente trabalho em mostrar o lado humano deste aristocrata cruel e impetuoso" e "mantendo Viserys apenas deste lado da sanidade em todas as suas cenas". A atuação de Emilia Clarke, encerrando seu arco iniciado no primeiro episódio de uma garota assustada para uma mulher poderosa, foi elogiada. VanDerWerff comentou a dificuldade de adaptar tal evolução das páginas do livro para a tela, porém concluiu dizendo que "Clarke e Lloyd mais do que selam o acordo aqui".
Outro aspecto do programa que foi discutido entre os comentaristas foi o dilema moral apresentado no episódio entre uma abordagem pragmática de governo ou a permanência aos ideais de justiça e honra, exemplificado na cena onde Eddard Stark convoca Tywin Lannister à corte para responder pelos crimes cometidos por seu porta estandarte, Sor Gregor Clegane. Poniewozik afirma que Eddard "parece não considerar as opções que ele têm: ele é deixado governando no lugar do Rei, uma injustiça foi cometida, a lei exíge um caminho para a justiça e ele a escolhe. Isso faz sua decisão fácil, porém faz a sua vida, e a de outros, difícil". De acordo com Scott Meslow, do The Atlantic, "Os princípios de Ned são, como sempre, admiráveis, e ele está sempre interessado na justiça. Porém a triste verdade é que a falta de malícia que o fez honrado também o faz um péssimo Rei. É uma ideia terrível mandar prender o homem que sozinho financia seu reino". Myles McNutt, escrevendo para a Cultural Learnings, concorda com Meslow e conclui que "A única coisa mais perigosa que um homem imprudente afirmando seu poder em Westeros é um homem honrado fazendo o mesmo, já que ameaça a delicada armação que foi escorada pelo Rei Robert há tanto tempo".